# 간종욱
간종욱(본명: 간종욱, 1982년 4월 11일 ~ )은 대한민국의 가수겸 작사가이다. 또 그는 2010년에 쌍둥이 형 간종우와 결성한 2인조 보컬 그룹 제이투의 멤버이다. 그는 압구정백야, 메이퀸 (드라마), 로열 패밀리 (드라마), 글로리아_(드라마), 분홍립스틱, 애정만만세 등의 드라마 주제가를 부르며 "OST의 황태자"로 알려져 있다.